# 髙田道場
髙田道場（たかだどうじょう）は、髙田延彦が設立した日本のレスリング道場。

## 歴史
2013年12月18日、神奈川県藤沢市（辻堂駅前）に湘南道場がオープン。
2018年9月19日、会社名を株式会社髙田道場 (初代) から株式会社グローブに変更。9月28日、株式会社髙田道場 (2代目) を設立して道場の運営を分離。
ソウル五輪レスリング金メダリストの小林孝至、日本体育大学レスリング部監督の安達巧が指導していた。
元々は総合格闘技の道場として選手を育成して主にPRIDE、DEEP、パンクラスなどに選手を派遣していたが、現在は子供向けにレスリング、体育を指導するクラスがメインとなっている。

## 歴代所属選手
- 桜庭和志
- 松井大二郎
- 豊永稔
- 佐藤豪則
- 浜中和宏
- 佐野なおき（現：佐野巧真）
- 山本宜久
- リコ・ロドリゲス
- ユン・ドンシク
- パウエル・ナツラ
- 西島洋介
- 高橋渉
- 岩見谷智義
- 高藤正和
- 志土地翔大
- 斎藤正臣
- 櫛田雄二郎（現：KUSHIDA）